# みやぎ県南中核病院
みやぎ県南中核病院（みやぎけんなんちゅうかくびょういん）は、宮城県柴田郡大河原町にある総合病院である。

## 沿革
- 平成4年10月1日 - 柴田町・村田町・大河原町共同推進事業協議会設立
- 平成7年3月28日 - 同協議会で「柴田地域保健医療圏における組合立総合病院マスタープラン」作成
- 平成9年8月19日 - 3町が病院建設に関する基本合意締結
- 平成9年9月1日 - 柴田町・村田町・大河原町組合立病院建設準備委員会設立
- 平成10年5月1日 - 角田市が組合立病院建設に参画する確認書の締結　同日、角田市が病院建設準備委員会に参画
- 平成10年7月7日 - 大河原町外1市2町保健医療組合設立知事許可
- 平成10年8月5日 - 宮城県土地開発公社と病院建設用地取得及び造成に関する協定書の締結
- 平成11年2月1日 - 基本設計着手
- 平成11年11月24日 - 実施設計着手
- 平成12年3月30日 - 病院用地取得（臨時議会議決）
- 平成12年4月1日 - 病院開設許可（平成12年4月1日付け宮城県指令第5号）
- 平成12年7月19日 - 新築工事着工
- 平成14年4月1日 -「みやぎ県南中核病院」に名称決定
- 平成14年4月30日 - 新築工事完成
- 平成14年5月1日 - 医療機器等搬入開始
- 平成14年6月7日 - 落成記念式典
- 平成14年7月26日 - 前身の町立大河原病院及び国保村田病院の一般外来診療が終了、入院していた患者移送が始まる
- 平成14年7月31日 - 町立大河原病院閉院、入院していた患者の移送を完了
- 平成14年8月1日 - 開院
  - 旧国保村田病院は「みやぎ県南中核病院村田分院」として開院（後に「村田分院」から「附属村田診療所」に改称）
  - 旧町立大河原病院は建物老朽化により解体される（跡地は大河原町世代交流いきいきプラザと私立の保育園が建っている）
- 平成15年2月 - 救急告示病院指定
- 平成15年11月 - 臨床研修病院指定
- 平成16年11月 - 地域医療支援病院承認
- 平成16年12月 - 医療機能評価機構認定
- 平成17年2月 - DPC調査協力病院
- 平成18年4月 - DPC対象病院
- 平成18年6月 - 7対1看護加算取得
- 平成19年9月 - 特定集中治療室管理料取得
- 平成20年6月 - 地域災害医療センター（災害拠点病院）指定
- 平成20年10月 - 入院時医学管理加算取得
- 平成22年5月 - 災害派遣チーム（DMAT）指定病院
- 平成23年3月11日 - 東日本大震災発生により、災害拠点病院として一般外来診療を一時休止（3月25日まで）
- 平成24年3月 - 研修医用宿舎「アルビレオ」完成
- 平成24年4月 - 地方公営企業法全部適用。みやぎ県南中核病院企業団に移行
- 平成24年4月 - 卒後臨床研修評価機構認定
- 平成24年10月 - 院内保育所「オガーレ保育園」開所
- 平成25年2月 - 救命救急センターオープン
- 平成25年8月 - 腫瘍センターオープン（放射線治療開始）
- 平成26年7月 - 救命救急センター指定
- 平成27年3月 - 地域がん診療病院指定

## 診療科目
- 内科
- 神経内科
- 消化器科
- 循環器科
- 呼吸器科
- 腫瘍内科
- 小児科
- 外科
- 脳神経外科
- 整形外科
- 形成外科
- 皮膚科
- 泌尿器科
- 産婦人科
- 眼科
- 耳鼻咽喉科
- リハビリテーション科
- 放射線科
- 麻酔科
- 歯科口腔外科

## 医療機関の指定等
- 保険医療機関
- 救急告示医療機関
- 災害拠点病院
- 臨床研修指定病院
- 地域医療支援病院
- 生活保護法指定医療機関
- 労災保険指定医療機関
- 結核予防法指定医療機関
- 更生医療指定医療機関
- 母体保護法設備指定医療機関
- 被爆者一般疾病指定医療機関
- 救命救急センター
- 地域がん診療連携拠点病院
- 第二種感染症指定医療機関

## 施設概要
- 鉄筋コンクリート造　地上5階建
- 敷地面積:50,912㎡
- 延べ床面積：24,345㎡
- 一般病床数：310床
- 救命救急センター、腫瘍センター、緩和ケア病棟を併設
- 外来駐車場の南西側の一角にドクターヘリ用のヘリポート併設。
- 外来患者・面会者用駐車場の駐車料金は終日無料開放。
- 駐車場収容可能台数：普通乗用車約350台
- 院内にコンビニエンスストア ( セブン-イレブン ) がある。

## 主要高度医療機器
- 超電導式磁気共鳴画像診断装置（MRI）（1.5T（テスラ）2台、高磁場3.0T 1台）
- 全身用X線CT装置（高分解能・低被ばく64ch高性能マルチスライスCT）
- 全身用X線CT装置（低被ばく・高画質64chマルチスライスCT）
- 心血管用X線診断装置（心臓用・バイブレーン）
- 汎用循環器X線診断装置（腹部・一般用・バイブレーン）
- 遠隔]式X線透視撮影装置（多目的用）
- 乳房用X線診断装置（デジタルマンモグラフィー）
- シンチレーションカメラ（ガンマカメラ）
- 結石破砕装置（体外衝撃波結石破砕術（ESWL）対応、泌尿器系X線透視撮影兼用）
- 放射線治療システム（IMRT対応）
- CRシステム
- 画像ファイリングシステム
- 患者監視システム（有線式　ICU、CCU、HCU室）
- 脳神経外科手術内視鏡システム
- 脳神経外科用手術顕微鏡ナビゲーションシステム
- 腹腔鏡下手術システム・カプセル内視鏡システム
- 電子内視鏡（上部、下部消化管用システム）
- 内視鏡・超音波画像ファイリングシステム
- 超音波画像診断装置（生理検査室用　心臓・腹部2台）
- 自動注射薬払出装置
- 外来カルテ管理システム（サーチ方式・棚含む）
- 医療情報システム（電子カルテ）
- ホルターネットワークシステム（インターネットを利用したホルター解析）

## 交通
- 東日本旅客鉄道（JR東日本）東北本線 大河原駅前より
  - ミヤコーバス川崎方面・村田営業所行き「大河原町総合体育館前及び病院前」下車、約7分